# Naturfreunde

Früheres Logo der Naturfreunde

Die Naturfreunde oder genauer die Naturfreunde Internationale, kurz NFI, ist eine international tätige, sozialistische Umwelt-, Kultur-, Freizeit- und Touristikorganisation. Die Wurzeln der Naturfreunde liegen in der Arbeiterbewegung im späten 19. Jahrhundert. Naturfreunde versteht sich als „Verband für Umweltschutz, sanften Tourismus, Sport und Kultur“. In ihrer Satzung bekennt sie sich zum demokratischen Sozialismus und ist somit von überwiegend bürgerlichen Gebirgs- und Wandervereinen oder den kurze Zeit später entstandenen jugendlichen Wandervögeln abzugrenzen.
Bekannt sind sie vor allem durch ihr europaweites Netz von mehr als 700 Naturfreundehäusern: preisgünstigen, naturnah gelegenen öffentlichen Gast- und Übernachtungsstätten, die für Einzelgäste und Gruppen zur Verfügung stehen. Naturfreunde-Organisationen bestehen in mehr als 40 Ländern, hauptsächlich in Europa. Mit 350.000 Einzelmitgliedern gehören die Naturfreunde zu den weltweit größten NGOs.

## Geschichte

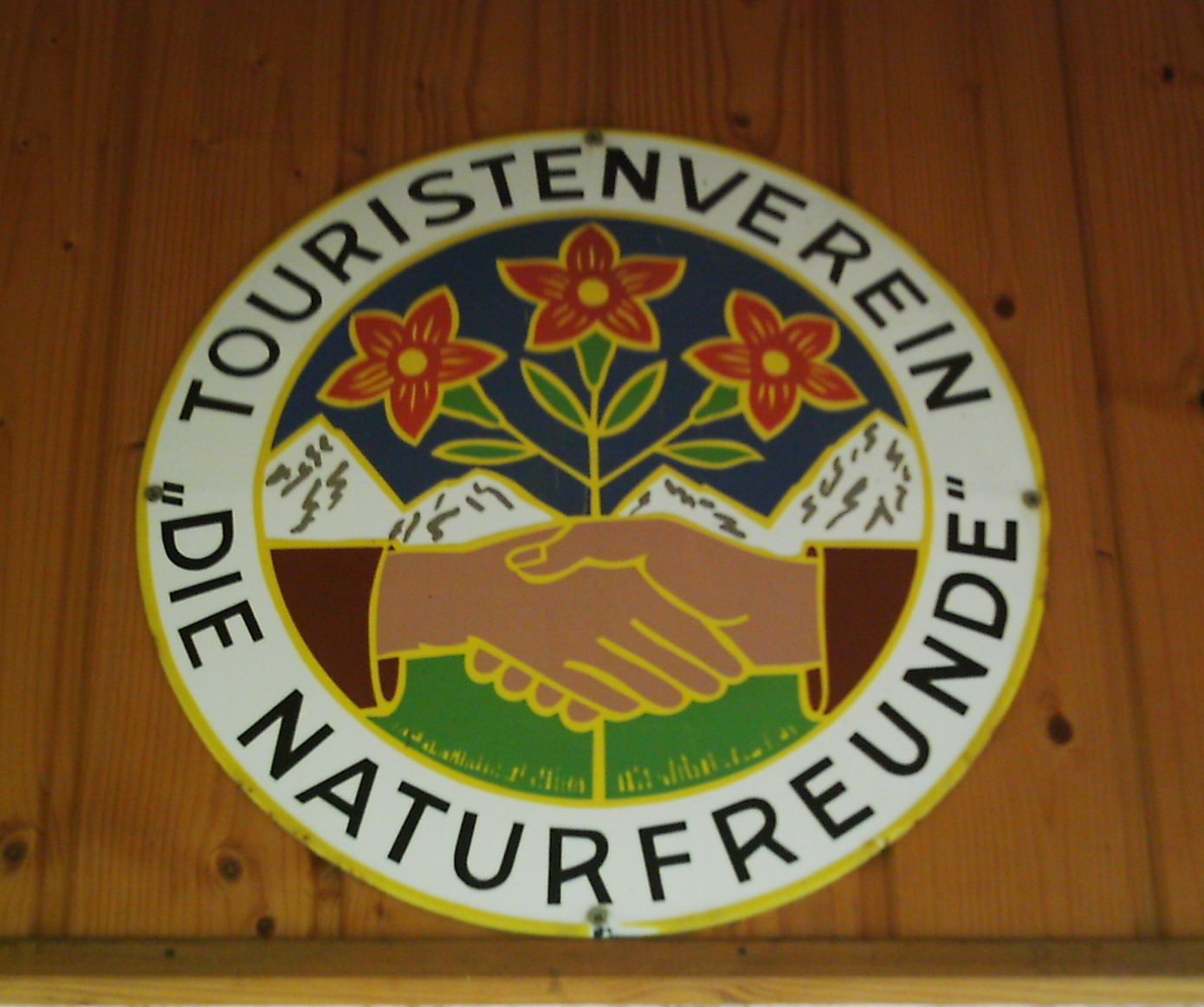
Schild über dem Eingang Naturfreundehaus Boßler

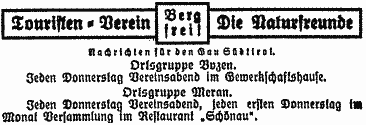
Ankündigung von Vereinstreffen der Naturfreunde Bozen-Meran, 1923

Die Idee für einen Verein stammt vom Lehrer Georg Schmiedl. Er schaltete vom 22. bis 24. März 1895 ein Inserat in der Wiener Arbeiter-Zeitung und suchte Gleichgesinnte. Am 14. April 1895 fand eine Wanderung Gleichgesinnter auf den Anninger im Wienerwald mit 85 Teilnehmern statt. Weitere Treffen und Wanderungen folgten in loser Gruppe ohne Vereinsstruktur. Im Frühling und Sommer 1895 trafen sich Interessierte, um die Vereinsgründung vorzubereiten. Alois Rohrauer, Leopold Happisch und Anton Kreutzer entwarfen die ersten Vereinsstatuten. Am 16. September 1895 wurde der „Touristenverein Die Naturfreunde“ (TVdN) im Gasthaus Zum Goldenen Luchsen in Neulerchenfeld gegründet (Gründungsversammlung). Alois Rohrauer wurde zum ersten Obmann gewählt. Ziel war es, den arbeitenden Menschen eine Möglichkeit zu geben, die Freizeit sinnvoll zu gestalten, die Gesundheit zu stärken und die Liebe zur Natur zu wecken sowie sich weiterzubilden. 1895 hatte der Verein 191 Mitglieder, davon 12 Frauen.
1896 wurde von den Naturfreunden ein Hilfsfonds gegründet, um Mittel für die Bergung verunglückter Kameraden zu sammeln. Dies war unter anderem erforderlich, da sich Naturfreundemitglieder, die sich vor allem aus der Arbeiterschaft rekrutierten, sich keine Bergführer leisten konnten, die Wege noch schlecht verzeichnet oder nicht vorhanden waren, die Ausrüstung meist mangelhaft war. 1902 traten die Naturfreunde dem alpinen Rettungsausschuss bei, den alpine Verbände in Wien und Niederösterreich gegründet hatten. Eine solidarische Unfallversicherung abzuschließen war angedacht, konnte aber wegen der hohen Prämien, welche die Versicherungsgesellschaften forderten, nicht umgesetzt werden.
Zu Pfingsten 1897 wurde in Steyr der erste Naturfreundeverein außerhalb von Wien gegründet, im Juni folgte eine Ortsgruppe in Turn in Böhmen. Am 15. Juli 1897 wurde auch die Vereinszeitung Der Naturfreund erstmals mit einer Auflage von 400 Exemplaren herausgegeben. Die Redaktion und Organisation wurde vom Schriftsetzer Leopold Happisch übernommen. Der Verein hatte 1897 bereits 344 Mitglieder (davon 27 Frauen). Am 28. September 1897 wurde eine naturwissenschaftliche Section der Naturfreunde gegründet, um den Mitgliedern Kenntnisse in Botanik und Mineralogie zu vermitteln.
Am 14. August 1898 organisierten die Naturfreunde den ersten Sonderzug für ihre Mitglieder, um diesen eine kostengünstige Möglichkeit zu bieten, zu verreisen. Die Fahrt ging nach Salzburg und es nahmen etwa 500 Personen teil. Es wurde je nach Interesse die Stadt Salzburg erkundet, der Watzmann bestiegen, der Gollinger Wasserfall bzw. die Salzachöfen besucht. 195 gingen über das Torrenerjoch nach Bayern und zum Königssee. Ein weiterer Sonderzug wurde 1899 nach Zell am See organisiert und 1900 nach Innsbruck. Die Ortsgruppe Steyr organisierte 1898 eine erste Schifahrt auf den Damberg, 1901 wurde für den Skisport auch in der Vereinszeitung geworben und Touren im Wienerwald angeboten.
1899 wurde eine erste Bücherei eingerichtet, die 1903 bereits einen Bestand von 1120 Büchern, Wanderführern und Karten hatte.
Der Mitgliederstand war 1900 inzwischen auf 2122 Personen, davon 217 Frauen, angewachsen. Aufgrund dieser rasch wachsenden Mitgliederzahl konnte am 17. Dezember 1900 das erste Naturfreundeheim in der Löhrgasse in Wien Fünfhaus eröffnet werden.
Mit Hilfe der Arbeiterzeitung wurde 1905 der Klub der Freunde der Amateurfotographie gegründet, der am 1. August 1906 bei den Naturfreunden aufgenommen wurde und im Winter die erste Skischule organisiert, die am 20. November 1906 zur Gründung einer eigenen Wintersportsektion bei den Naturfreunden führte. Dies wurde ergänzt durch einen vereinseigenen Skiverleih. 1912/13 hatte die Wintersportsektion bereits 1233 Mitglieder und war die größte aller alpinen Vereine.
Von Österreich aus wurde 1905 die Naturfreunde-Internationale gegründet. 1933 hatten die Naturfreunde rund 200.000 Mitglieder in 22 Ländern. Während der nationalsozialistischen Herrschaft war die Organisation in Deutschland verboten. Mitglieder wurden verfolgt, die Naturfreundehäuser beschlagnahmt. Heute zählen die Naturfreunde unter dem Dachverband Naturfreunde Internationale (NFI) 350.000 Mitglieder in mehr als 40 Ländern, darunter rund 66.000 in Deutschland. Die Jugendorganisationen sind in den International Young Naturefriends (IYNF) organisiert.
Der Verband setzt sich seit seiner Gründung für gerechte Arbeits- und Lebensbedingungen und gegen die Ausbeutung von Mensch und Natur ein. Auf dem internationalen Naturfreunde-Kongress 1972 in Genf hieß es in den Leitsätzen zum Umweltschutz: „Alle ökonomischen Maßnahmen sind ökologischen Notwendigkeiten unterzuordnen.“ Die Naturfreunde nahmen früh an, dass das Ökosystem des Planeten aus dem natürlichen Gleichgewicht zu geraten drohe. Diese rot-grünen Ur-Ideen tauchten zum Beispiel im UN-Leitbild der nachhaltigen Entwicklung wieder auf.
Die Auszeichnung Landschaft des Jahres wird seit dem Jahr 1989 durch die Naturfreunde Internationale ausgerufen.

## Logo und Gruß

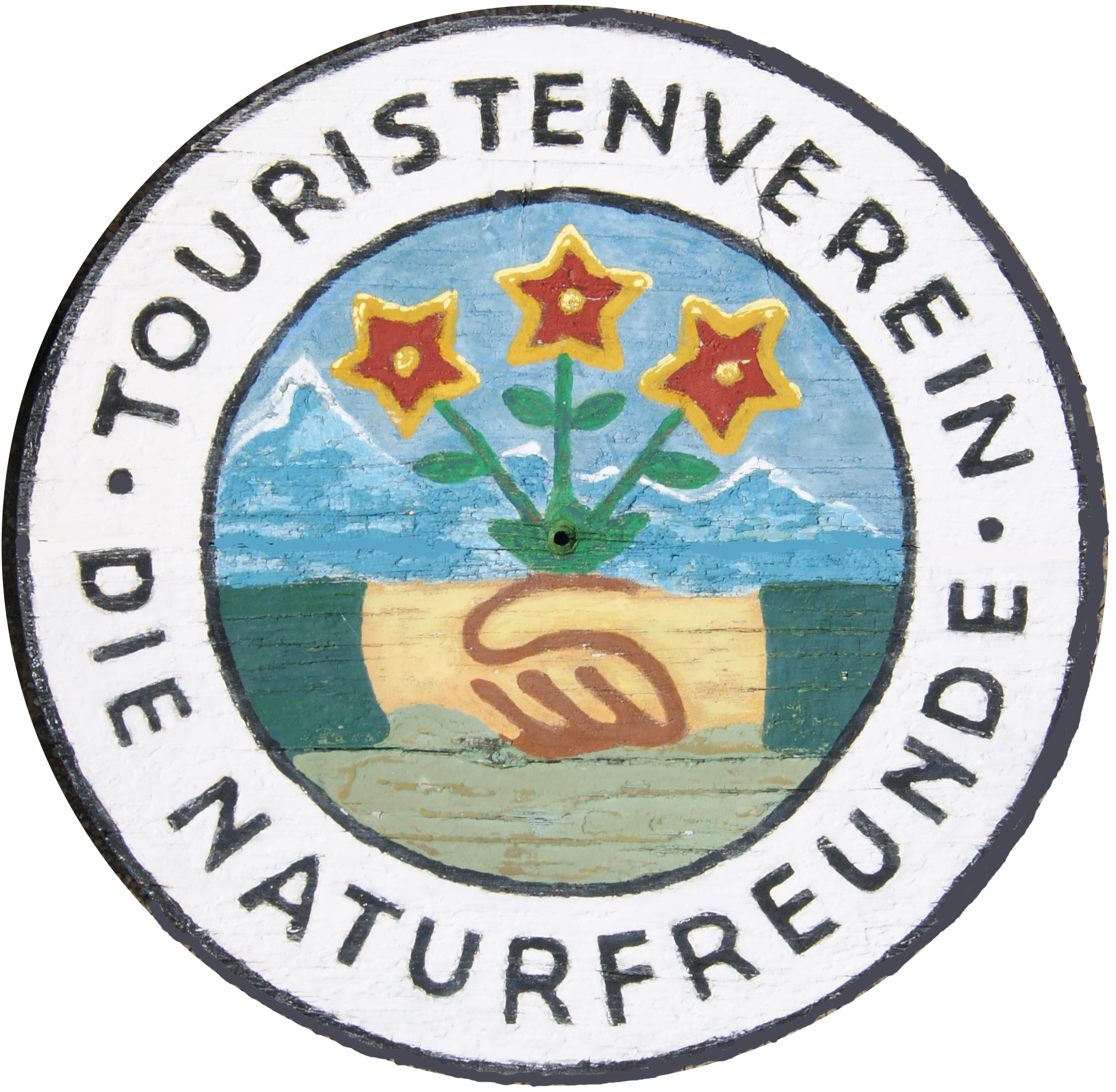
Ein um 1920 nachgezeichnetes Logo, das sich bis heute an der Stirnseite der Feldkircher Hütte der Naturfreunde befindet.

Das erste Logo, ein Signet mit zwei sich haltenden Händen samt drei Alpenrosen, für den neuen Verein wurde von Karl Renner in der Wohnung des ersten Obmanns, Alois Rohrauer, 1895 gezeichnet. Die beiden sich haltenden Hände sollen die Solidarität darstellen, welche die Arbeiterbewegung auszeichnet. Der erste Wahlspruch lautete dazu: Hand in Hand, durch Berg und Land.
Der Gruß der Naturfreunde lautet bis heute „Berg frei!“, im Gegensatz zum „Berg Heil!“ der Alpenvereine. Dieser Gruß wurde von Alois Schnepf der neu gegründeten Grazer Sektion der Naturfreunde am 14. Januar 1900 vorgeschlagen und für alle Naturfreunde übernommen.

## Mitglieder
Mitglieder sind verschiedene Naturfreunde-Organisationen in folgenden 43 Ländern:
| Europa | Afrika | Asien                                              | Nordamerika      | Südamerika | Australien-Ozeanien |
| --- | --- | -------------------------------------------------- | ---------------- | ---------- | ------------------- |
| 1. Albanien 2. Belgien 3. Dänemark 4. Deutschland 5. Finnland 6. Frankreich 7. Griechenland 8. Italien 9. Kroatien 10. Litauen 11. Niederlande 12. Nordmazedonien 13. Österreich 14. Madeira (Portugal) 15. Rumänien 16. Schweden 17. Schweiz 18. Slowakei 19. Spanien 20. Tschechien 21. Vereinigtes Königreich | 1. Ägypten 2. Algerien 3. Benin 4. Burkina Faso 5. Gambia 6. Guinea 7. Kongo (Demokratische Republik) 8. Kongo (Republik) 9. Madagaskar 10. Mali 11. Marokko 12. Niger 13. Senegal 14. Togo | 1. Georgien 2. Iran 3. Israel 4. Nepal 5. Pakistan | 1. Kanada 2. USA | 1. Chile   |                     |

### Naturfreunde Deutschlands

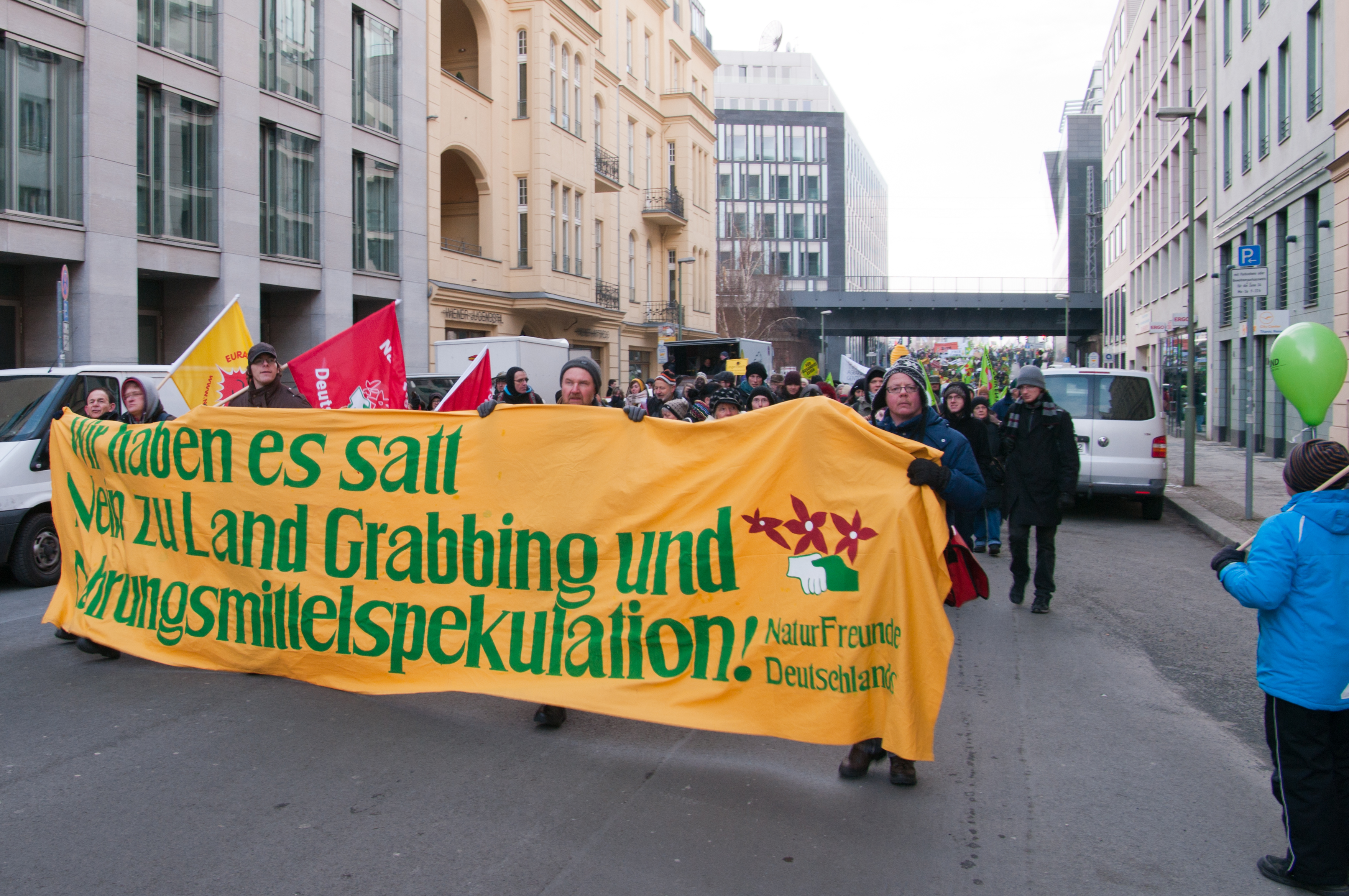
Naturfreunde auf der Wir-haben-es-satt!-Demonstration 2013

Überall wird nach dem Zweiten Weltkrieg mit dem Wiederaufbau der Organisation begonnen. Die enteigneten Häuser werden zurückgegeben. Doch in der sowjetischen Besatzungszone (SBZ) erfolgt eine Nutzung durch andere Träger und man kämpfte um Wiederzulassung der Naturfreunde-Organisation. Man hatte sich den Namen „Antifaschistische Touristenbewegung (ATB)“ gegeben, jedoch erfolglos. Nach der Zwangsvereinigung von KPD und SPD zur SED nannte man sich in „Einheitstouristenbewegung (ETB)“ um. Auch nach einer weiteren Umbenennung in „Natur- und Heimatfreunde“ wurde eine Neuzulassung von der Sowjetischen Militäradministration in Deutschland (SMAD) nach wie vor verwehrt, da sie für den Bereich Kultur und Sport eine andere Organisationsstruktur vorsah: Es kam zu Gründungen der Freien Deutsche Jugend (FDJ), der Betriebssportgemeinschaften (BSG) und des Kulturbundes zur demokratischen Erneuerung Deutschlands. Die Naturfreunde mussten sich auf diese Organisationen verteilen.
1950 war der Gesamtverein in die Naturfreunde Internationale (NFI) umgewandelt worden, die sich aus selbstständigen Landesverbänden zusammensetzte.
Ab 1962 beteiligten sich die NaturFreunde an den Ostermärschen der Atomwaffengegner. Die NFI hatte 270.000 Mitglieder in 17 Ländern auf allen fünf Kontinenten. In Deutschland wurden rund 100.000 Mitglieder in mehr als 650 Ortsgruppen gezählt. Die Zahl der vereinseigenen Hütten, Häuser, Bootshäuser und Stadtheime lag bei fast 400.
1968 verlangten die Naturfreunde die Einstellung der Bombenangriffe auf Nordvietnam und verurteilten die Besetzung der CSSR.
Am 21. Dezember 1989 nutzten Mitglieder des „Fachausschusses Touristik und Wandern des Kulturbundes“ die Zeitung Neues Deutschland für einen Aufruf zur Neugründung der „Naturfreunde der DDR“. 150 Menschen folgten diesem Aufruf und gründeten am 3. März 1990 in Königstein/Sächsische Schweiz unter Anwesenheit des Generalsekretärs der Naturfreunde-Internationale Frieder Stede und des Bundesvorsitzenden der Naturfreunde (West) Claus Weyrosta den Touristenverband „Naturfreunde der DDR“.
Am 29. September 1990 kam es schließlich zum formellen Zusammenschluss mit dem Touristenverein „Die Naturfreunde – Bundesgruppe Deutschland“.
Die Naturfreunde Deutschlands (NFD) (eigene Schreibweise „NaturFreunde“) bezeichnen sich heute als politischen Freizeitverband und sind den Idealen des demokratischen Sozialismus sowie der Nachhaltigkeit verpflichtet. Im Untertitel nennen sie sich „Verband für Umweltschutz, sanften Tourismus, Sport und Kultur“. Sie haben nach eigenen Angaben in Deutschland 66.000 Mitglieder in 550 Ortsgruppen, die rund 400 Naturfreundehäuser bewirtschaften. Als Nichtregierungsorganisation engagieren sie sich schwerpunktmäßig für eine Umwelt- und Klimaschutzpolitik, die soziale und ökologische Fragen verknüpft. Sie waren eine der Gründungsorganisationen der Ostermarschbewegung. Seit der Entstehung von Anti-Atom-Protesten sind sie ein Akteur in der deutschen Anti-Atom-Bewegung. Vorsitzender der Naturfreunde Deutschlands ist Michael Müller.
Die Naturfreundejugend Deutschlands ist die Jugendorganisation des Vereines. Die Landesverbände sind in ihrer Arbeit recht unterschiedlich. Die Naturfreundejugend Berlin zum Beispiel arbeitet zu den Themen Antirassismus, Geschlechterverhältnis und Antimilitarismus. Zu den Arbeitsfeldern der  Naturfreundejugend NRW gehören Antifaschismus und progressive Pädagogik. Auf Bundesebene sind die Themen Politische Partizipation von Kindern und Jugendlichen und (interkulturelle) nachhaltige Kinder- und Jugendreisen von Bedeutung.
Innerhalb des Bundesverbands bestehen 18 Landesverbände. Die SPD listet die Naturfreunde Deutschlands als eine ihr nahestehende Organisation auf.

### Naturfreunde Österreich

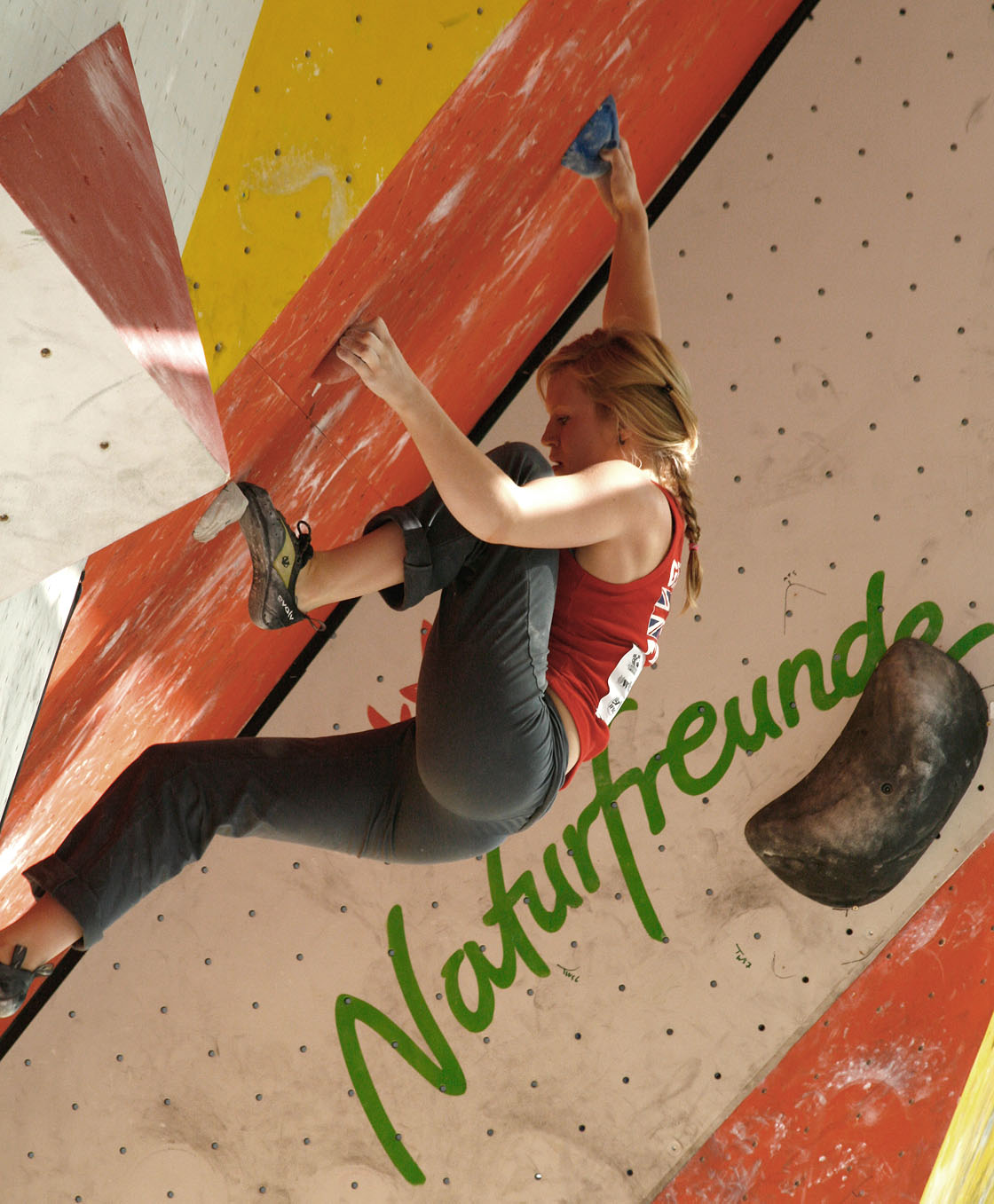
Von den Naturfreunden mitorganisiert: Der Boulder Worldcup Wien 2010

Die Naturfreunde Österreich, früher „Touristenverein die Naturfreunde“ (TVN), wurden 1895 in Wien als Arbeiterorganisation zur Pflege des Wanderns und der Touristik gegründet. Von Österreich aus wurde 1905 die Naturfreunde Internationale gegründet, deren 1. Sekretär der Österreicher Leopold Happisch war. 1934 wurden die Naturfreunde im austrofaschistischen Österreich verboten, nach Kriegsende 1945 wiedergegründet. Die Naturfreunde Österreich verstehen sich heute sowohl als Freizeit-, Alpin- und Umweltorganisation. Der Verein zählt (Stand 2020) rund 160.000 Mitglieder, die sich auf 9 Landes- und 460 Ortsgruppen verteilen. 140 Hütten und Häusern, ca. 15.000 km Wanderwege, 100 Kletter- und Boulderhallen sowie ein Wildwasser-Kompetenzzentrum werden von den Naturfreunden betreut. Die Naturfreunde Österreich nehmen am österreichischen Gegenrecht auf Hütten teil.
Die Naturfreundejugend Österreich arbeitet unter dem Motto Das Leben fängt draußen an. Das Freizeitangebot der Jugendorganisation richtet sich an Kinder, Jugendliche, junge Erwachsene und Familien. Die Bundesgeschäftsführung befindet sich in Wels in Oberösterreich. Die Tätigkeitsschwerpunkte liegen in den drei Bereichen Klettern+Bergsport, Wintersport und Natur+Umwelt. Von besonderer Bedeutung sind die erlebnispädagogisch orientierten Aus- und Weiterbildungsangebote der Naturfreundejugend Outdoor-Akademie für ehrenamtlich tätige Mitglieder.

### Naturfreunde Schweiz
Die Naturfreunde Schweiz (NFS) sind einer der rund 50 Mitglieder- und Partnerverbände innerhalb der internationalen Naturfreundebewegung NFI. Es waren einige Dutzend junger Arbeiter und Handwerker, die in der Schweiz ab 1905 erste Naturfreunde-Sektionen gründeten. Bereits im Jahr 1912 bauten diese am Säntis eine erste Naturfreunde-Hütte; das älteste heute noch bestehende NF-Haus ist die 1913 erbaute «Gorneren» zuhinterst im Kiental BE. Heute stehen der Öffentlichkeit in der Schweiz rund 80 Naturfreundehäuser zur Verfügung. Einige dieser NF-Häuser sind typische Selbstkocher-Häuser und eignen sich daher bestens für Gruppen und Familien. Andere wiederum sind bewirtschaftet und bieten dem Gast auch einen Restaurant- und Hostelservice.
In der Zeit zwischen 1920 und 1950 profilierten sich die Schweizer Naturfreunde vor allem als sozialistische Kulturbewegung. Zu ihren ideellen Werten gehörten die Selbsthilfe, das Lernen von der Natur und die Stärkung von Körper und Geist. Konkret sah die Bewegung ihre Aufgabe darin, all jenen Zugang zu Freizeit, Sport und Tourismus zu verschaffen, die dies allein nicht vermochten. In diesem Kontext zu verstehen ist der traditionelle Gruß, den Naturfreunde untereinander austauschten: „Berg frei!“ Nach der Machtübernahme der Nationalsozialisten in Deutschland 1933 und des faschistischen Dollfußregimes in Österreich 1934 wurden die dortigen Naturfreundeorganisationen verboten, ihr Vermögen konfisziert und die Naturfreundehäuser beschlagnahmt. Als Reaktion darauf wurde der Hauptsitz der Naturfreunde Internationale von Wien nach Zürich verlegt, wo er bis 1988 blieb.
Ab den 1950er Jahren öffnete sich die in der Schweiz bis dahin sozialistisch ausgerichtete Organisation und erreichte mit ihren Freizeitangeboten breitere gesellschaftliche Schichten. In der Folge der zunehmend spür- und sichtbar werdenden negativen Folgen des wirtschaftlichen Wachstums positionierten sich die Naturfreunde Schweiz ab den 1980er Jahren zudem verstärkt auch als Umweltverband.
Mit ihren Freizeit-Angeboten im Natursportbereich, ihrem Engagement für zwischenmenschliche Kontakte und nachhaltige Entwicklung, den Leiter-Ausbildungskursen und den für alle offenstehenden Naturfreundehäusern, gelten die NFS heute als ein Verband für einen sozial gerechten, erschwinglichen und ökologisch vertretbaren Tourismus. Bereits im Jahr 1999 haben sie, als Beitrag für einen nachhaltigen Tourismus, den Kulturweg Alpen lanciert. Es handelt sich dabei um ein Weitwanderprojekt quer durch die Schweiz, vom Genfersee ins Münstertal, detailliert dokumentiert im Buch Kulturweg Alpen. Einen Beitrag zum Weitwandern und zu regionaler Entwicklung in der Schweiz hatten die NFS bereits zuvor mit dem Wanderbuch Pässespaziergang – Wandern auf alten Wegen zwischen Uri und Piemont vorgelegt.
Einen Fokus auf das Erleben von Natur und Umwelt, auf eine umweltfreundliche, sozialverträgliche Freizeitgestaltung legt zudem die viermal pro Jahr erscheinende Zeitschrift «Naturfreund». Im Weiteren legen die Naturfreunde in Zusammenarbeit mit dem Netzwerk der Schweizer Naturpärke die Taschen-Wanderführer-Serie «Natura Trails» vor. Diese insbesondere an Familien mit Kindern gerichteten Publikationen sensibilisieren für die Werte eines gesunden, naturnahen Lebensraums. Die in den Taschen-Führern beschriebenen Wanderrouten führen durch attraktive Landschaften der Schweizer Naturparks.
Die NFS sind Mitglied der Klima-Allianz Schweiz.

## Naturfreundehäuser
Die Naturfreunde haben im Verlauf von fast hundert Jahren mehr als 700 Häuser errichtet. In Deutschland gibt es rund 400 Naturfreundehäuser. Die Breite des Angebotes reicht von der einfachen Berghütte bis hin zum hotelartigen Naturfreundehaus, von Selbstversorgung bis zu ausgearbeiteten Ferienangeboten und Arrangements.

## Bekannte Naturfreunde

### Deutschland
| - Doris Barnett (Politikerin, MdB 1994–2021) - Egon Becker - Willy Brandt (deutscher Bundeskanzler 1969–1974) - Herbert Brückner - Christine Buchholz (Politikerin, MdB 2009–2021) - Walter Buckpesch (Politiker, MdB 1983–1987) - Marco Bülow (Politiker, MdB 2002–2021) - Edelgard Bulmahn (Politikerin, MdB 1987–2017) - Lars Castellucci - Siegmund Ehrmann (Politiker, MdB 2002–2017) - Charlotte Eisenblätter (Widerstandskämpferin) - Georg Elser (Widerstandskämpfer; Mitgliedschaft bei den Naturfreunden unbelegt) - Petra Ernstberger (Politikerin, MdB 1994–2017) - Saskia Esken (SPD-Vorsitzende seit 2019) - Felix Fechenbach (politischer Journalist und Dichter) - Peter Friedrich (Politiker, MdB 2005–2011) - Sigmar Gabriel - Karl Gerold (Journalist, Mitherausgeber der Frankfurter Rundschau) - Timon Gremmels (deutscher Politiker, MdB 2017–2024, seit 2024 hess. Minister) - Uli Grötsch - Otto Grotewohl (Ministerpräsident der DDR) - Annette Groth (Politikerin, MdB 2009–2017) - Winfried Hermann (Verkehrsminister Baden-Württemberg seit 2011) - Gustav Herzog (Politiker, MdB 1998–2021) - Uwe Hiksch (Politiker, derzeit Bundeskassierer der Naturfreunde Deutschlands) - Thomas Hitschler - Inge Höger (Politikerin, MdB 2005–2017) - Anton Hofreiter - Thomas Jurk (Politiker, MdB 2013–2021) - Oliver Kaczmarek - Gabriele Katzmarek - Roderich Kiesewetter - Anette Kramme - Christine Lambrecht - Fritz Lamm (Sozialist und Vorstandsmitglied der NaturFreunde) - Christian Lange (Politiker, MdB 1998–2021) - Jo Leinen (Politiker, MdEP 1999–2019) | - Paul Löbe (Politiker, MdB 1949–1953) - Gabriele Lösekrug-Möller (Politikerin, MdB 2001–2017) - Katja Mast - Hilde Mattheis (Politikerin, MdB 2002–2021) - Michael Müller (Politiker, MdB 1983–2009, derzeit Vorsitzender der Naturfreunde Deutschlands) - Franz Müntefering (Politiker, MdB 1975–1992 und 1998–2013) - Andrea Nahles (Politikerin, SPD-Vorsitzende 2018–2019) - Max Porzig (Richter und Politiker) - Magnus Poser (Widerstandskämpfer) - Joachim Poß (Politiker, MdB 1980–2017) - Florian Pronold (Politiker, MdB 2002–2021) - Stefan Rebmann (Politiker, MdB 2011–2017) - Gerold Reichenbach (Politiker, MdB 2002–2017) - Ernst Reuter (Oberbürgermeister West-Berlins 1948–1953) - Andreas Rimkus - Martin Rosemann - René Röspel (Politiker, MdB 1998–2021) - Fritz Rück (Publizist, sozialistischer Politiker) - Annette Sawade (Politikerin, MdB 2012–2017) - Axel Schäfer - Hermann Scheer (Politiker, MdB 1998–2010) - Nina Scheer - Marianne Schieder - Ulla Schmidt - Carsten Schneider - Gerhard Schoenberner - Carl Schreck (Politiker, Mitglied des Reichstags 1920–1933) - Martin Schulz (Politiker, SPD-Vorsitzender 2017–2018) - Carsten Sieling (Politiker, MdB 2009–2015) - Margarete Steffin (Schauspielerin, Schriftstellerin) - Klaus und Hanne Vack - Ute Vogt (Politikerin, MdB 1994–2005 und 2009–2021) - Sabine Wils (Politikerin, MdEP 2009–2014) - Lore Wolf (kommunistische Journalistin) - Walter Zimmermann |

### Österreich
- Heinz Fischer (österreichischer Bundespräsident 2004–2016)
- Viktor Frankl (Neurologe und Psychiater)
- Bruno Kreisky (österreichischer Bundeskanzler 1970–1983)
- Karl Renner (österreichischer Bundespräsident 1945–1950)
- Ulli Sima (Politikerin)

### Schweiz
| - Daniel Anker (Journalist, Buchautor) - Didier Berberat (Politiker) - Silvio Bircher (Politiker, Publizist) - Max Chopard-Acklin (Politiker) - Helmut Hubacher (Politiker) - Margret Kiener Nellen (Politikerin) - Susanne Leutenegger Oberholzer (Politikerin) - Ernst Nobs (Politiker, Bundesrat) - Alexandra Perina-Werz (Politikerin) | - Theo Pinkus (Kommunist) - Ernst Reiss (Alpinist, Erstbesteiger des Lhotse) - Willi Ritschard (Politiker, Bundesrat) - Silva Semadeni (Politikerin) - Rudolf Strahm (Politiker, Ökonom) - Thomas Weibel (Politiker) - Cédric Wermuth (Politiker) - Hans Widmer (Politiker, Philosoph) - Urs Wüthrich-Pelloli (Politiker) |

## Publikationen
- Von den Wiener Naturfreunden wurde von 1896 bis 1934 die Monatszeitschrift Der Naturfreund herausgegeben. Titelzusatz des Blattes war Mittheilungen des Touristen-Vereines „Die Naturfreunde“ in Wien.[32]
- Die NaturFreunde Deutschlands veröffentlichen vierteljährlich ihr Mitgliedermagazin NATURFREUNDiN (Untertitel: Zeitschrift für nachhaltige Entwicklung – sozial – ökologisch – demokratisch), ISSN 0943-4607, deren Vorläuferin Wandern und Bergsteigen erstmals im März 1949 erschien[33]
- Bruno Klaus Lampasiak, Leo Gruber, Manfred Pils: Berg frei – Mensch frei – Welt frei! Eine Chronik der internationalen Naturfreundebewegung von den Anfängen der Arbeiterbewegung bis zum Zeitalter der Globalisierung (1895–2005). Hrsg. Naturfreunde Internationale, Wien 2005, ISBN 978-3-9502060-0-5
- Manfred Pils: „Berg frei“ – 100 Jahre Naturfreunde. Verlag für Gesellschaftskritik, Wien 1994, ISBN 3-85115-193-3 (online verfügbar)
- Dr. Dieter Gross: NaturFreundeGeschichte / NatureFriendsHistory, Online-Zeitschrift zur Geschichte der NaturFreunde, ISSN 2197-9391